# Michael Kleiman

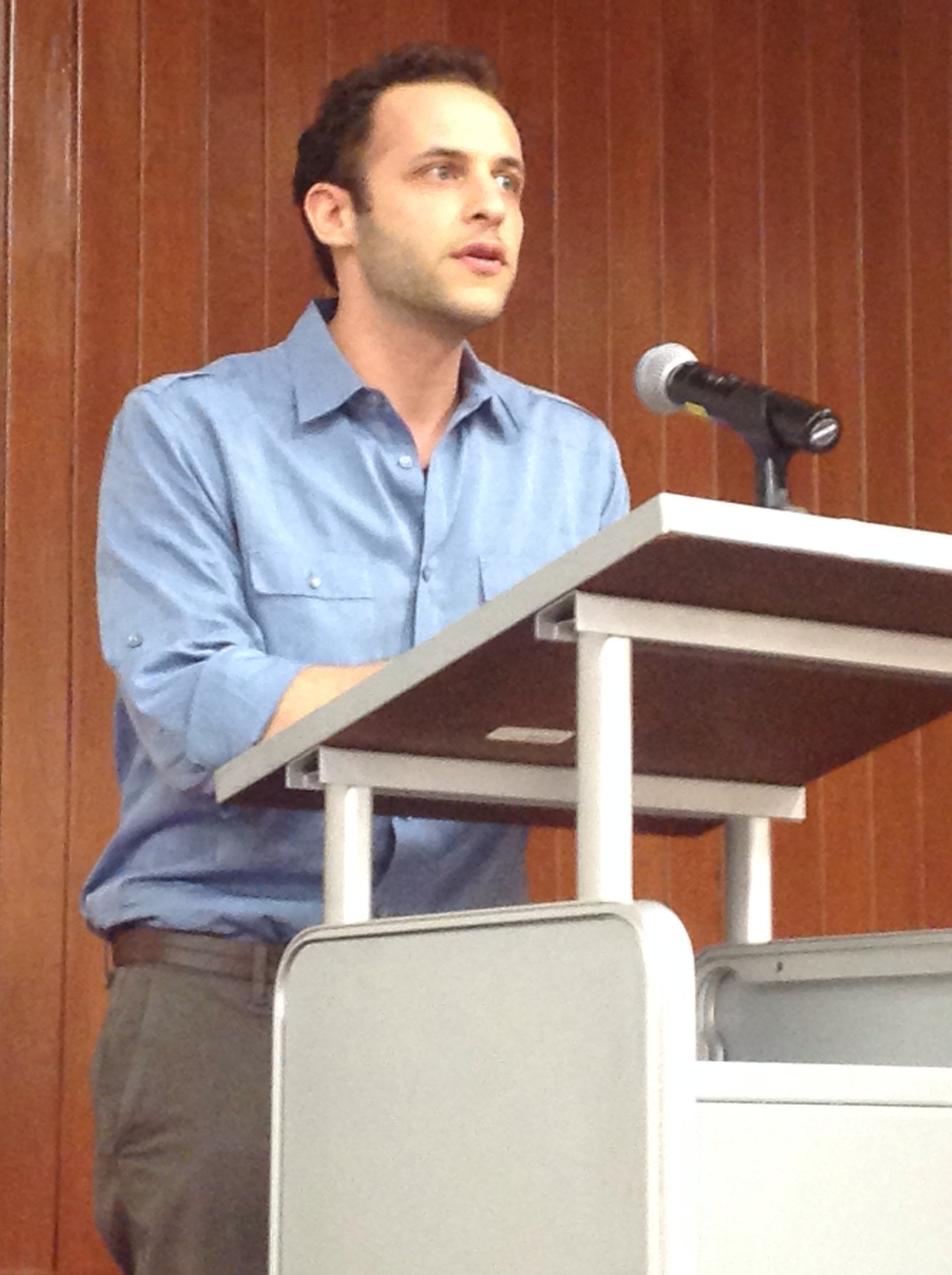
Michael Kleiman en la presentación de Web en Instituto Tecnológico y de Estudios Superiores de Monterrey, Campus Ciudad de México

Michael Kleiman es un productor de documentales que se ha centrado en filmes de tinte social. Él codirigió The Last Survivor, el cual fue seleccionado para MIPCOM en 2010, y Web, el cual se estrenó en el  Festival de Cine de Nueva York  donde ganó el premio Sundance Now Audience Award.

## Biografía
Kleiman nació en Long Island, Nueva York. Desde la infancia se vio atraído por el cine, especialmente después de ver el papel de Macaulay Culkin en Mi pobre angelito (Home Alone), posteriormente comenzó a imitar regularmente escenas de la película (especialmente en la que Kevin Mcallister se aplica loción para después de rasurar y grita frente al espejo)  así como de otras películas como My Cousin Vinny y  El fugitivo, esto se debió en parte a que eran las únicas situaciones en las que se le permitía decir malas palabras. Este interés lo condujo a hacer sus propias películas en secundaria y preparatoria.
En la University of Pennsylvania recibió una beca del Programa Fulbright y estudió teoría fílmica, historia y criticismo graduándose en 2006. Él descubre la realización de documentales en la universidad, viendo que era una forma de combinar su amor por el cine con su deseo de promover el cambio social, trabajando en series de documentales en las que se destaca el trabajo del College Board y la  Fundación gates en el ámbito reforma a la educación pública.
Actualmente se encuentra estudiando una maestría en la Kennedy School of Government de Harvard, con el objetivo de aprender cómo se crean y evalúan las políticas para relacionarlo con la producción de sus filmes.

## Carrera Fílmica
La Carrera fílmica de Kleiman inició con pequeños trabajos en el departamento de documentales de HBO, trabajando con cineastas como  Andrew Bujalski y Albert Maysles como editor y miembro del equipo.  En 2009 trabajó en el departamento editorial de Beeswax como asistente de posproducción.
Poco después de su graduación de la Universidad de Pensilvania se asoció con su compañero Michael Pertnoy para fundar Righteous Pictures, empresa dedicada a la creación de películas con una agenda de progreso social. Filmes que realizó con esta organización incluyen: el documentalThe Last Survivor en 2010, la cual codirigió y coeditó. The Last Survivor se centra en los sobrevivientes de genocidios como el Holocaust, Ruanda, Darfur y el Congo, además de haber sido nominada en 2010 por MIPCOM.
El segundo documental en el que Kleiman colaboró se titula Web (2013), la cual dirigió, coeditó y coprodujo. La idea de "Web" surgió después de leer el libro de  Robert Wright Nonzero, un discurso de Bill Clinton sobre la interdependencia y aprendizaje del programa  OLPC o “Una laptop por niño”. Tomó 4 años filmar la película con apoyo de inversión gubernamental y privada para finalmente ser estrenada en el Festival de cine de Nueva York en 2013 (DOC NYC Film Festival). El documental sigue la historia de varias familias peruanas mientras consiguen una computadora y acceso a internet por primera vez gracias al programa ”Una laptop por niño” así como entrevistas con personas tales como el autor Clay Shirky, Jimmy Wales de Wikipedia, Dennis Crowley de Foursquare, Scott Heiferman de Meetup  y el fundador de “Una laptop por niño” Nicholas Negroponte.  Kleiman estuvo viviendo un total de diez meses en Perú, en las ciudades de Antuyo en las montañas y en Palestina en la Amazonía del Perú. Web ganó el premio Sundance Now Audience Award en el anteriormente mencionado Festival de cine de Nueva York.

## Opinión artística
Kleiman se considera como un “nerd de las películas”. Él cree que los documentales, como cualquier otro tipo de filme, necesitan contar una buena historia, de misma manera piensa que el involucrar a personas reales es una ventaja en la atracción y retención de audiencia.